# Alicja Rosolska
Alicja Rosolska (* 1. Dezember 1985 in Warschau) ist eine polnische Tennisspielerin.

## Karriere
Rosolska, die laut ITF-Profil Hartplätze bevorzugt, spielt seit 2005 regelmäßig Doppel mit ihrer Landsfrau Klaudia Jans – so auch im polnischen Fed-Cup-Team. Ihre Bilanz weist inzwischen 21 Siege bei zehn Niederlagen (ausschließlich Doppel) aus. Seit September 2013 tritt sie auch auf der Damentour nur noch im Doppel oder Mixed an.
Ihren ersten Titel auf der WTA Tour gewann sie 2008 in Viña del Mar allerdings mit Līga Dekmeijere, als die beiden Marija Korytzewa und Julia Schruff im Endspiel mit 7:5, 6:3 besiegten. 2009 gelang Rosolska in Marbella der erste Turniersieg mit Klaudia Jans (seit ihrer Heirat 2011 Jans-Ignacik). Das polnische Doppel besiegte die Paarung Anabel Medina Garrigues und Virginia Ruano Pascual. An der Seite von Medina Garrigues sicherte sich Rosolska 2011 in Budapest WTA-Titel Nummer drei, wie die beiden Turniersiege zuvor ebenfalls auf Sand. Im März 2015 gelang ihr der erste Titelgewinn auf Hartplatz; im Endspiel des WTA-Turniers im mexikanischen Monterrey besiegte sie zusammen mit der Kanadierin Gabriela Dabrowski die für Australien spielenden Schwestern Anastasia und Arina Rodionova.

## Privates
Alicja hat eine Schwester Aleksandra, die zwischen 2005 und 2013 ebenfalls Profispielerin war.

## Turniersiege

### Doppel
| Nr. | Datum            | Turnier        | Kategorie         | Belag             | Partnerin               | Finalgegnerinnen                               | Ergebnis         |
| --- | ---------------- | -------------- | ----------------- | ----------------- | ----------------------- | ---------------------------------------------- | ---------------- |
| 1.  | Oktober 2002     | Benevento      | ITF $10.000       | Hartplatz         | Alexia Virgili          | Stefania Chieppa Emily Stellato                | 6:4, 6:4         |
| 2.  | August 2003      | Gdynia         | ITF $10.000       | Sand              | Klaudia Jans            | Irina Kuzmina Monika Schneider                 | 7:5, 6:2         |
| 3.  | September 2003   | Gdynia         | ITF $10.000       | Sand              | Klaudia Jans            | Claudia Ivone Giulia Meruzzi                   | 6:0, 6:3         |
| 4.  | Februar 2004     | Warschau       | ITF $25.000       | Teppich (Halle)   | Klaudia Jans            | Zsófia Gubacsi Kyra Nagy                       | 6:4, 6:3         |
| 5.  | Mai 2004         | Olecko         | ITF $10.000       | Sand              | Karolina Kosińska       | Iveta Gerlová Zuzana Zemenová                  | 6:4, 6:3         |
| 6.  | August 2004      | Gdynia         | ITF $10.000       | Sand              | Klaudia Jans            | Natalia Bogdanova Walerija Bondarenko          | 6:2, 6:4         |
| 7.  | September 2004   | Warschau       | ITF $10.000       | Sand              | Klaudia Jans            | Martina Babáková Iveta Gerlová                 | 6:2, 6:3         |
| 8.  | Mai 2005         | Warschau       | ITF $25.000       | Sand              | Karolina Kosińska       | Tazzjana Putschak Anastassija Rodionowa        | 4:6, 6:2, 7:63   |
| 9.  | Oktober 2006     | Barcelona      | ITF $75.000       | Sand              | Klaudia Jans            | Edina Gallovits Vanessa Henke                  | 6:1, 6:2         |
| 10. | Oktober 2006     | Bratislava     | ITF $75.000       | Hartplatz (Halle) | Klaudia Jans            | Lucie Hradecká Michaela Paštiková              | 6:1, 6:3         |
| 11. | Dezember 2006    | Mailand        | ITF $50.000       | Teppich (Halle)   | Klaudia Jans            | Marija Korytzewa Emma Laine                    | 65:7, 7:5, 6:4   |
| 12. | Oktober 2007     | Joué-lès-Tours | ITF $50.000       | Hartplatz (Halle) | Klaudia Jans            | Petra Cetkovská Barbora Záhlavová-Strýcová     | 6:3, 7:5         |
| 13. | 17. Februar 2008 | Viña del Mar   | WTA Tier III      | Sand              | Līga Dekmeijere         | Marija Korytzewa Julia Schruff                 | 7:5, 6:3         |
| 14. | Juni 2008        | Rom            | ITF $75.000       | Sand              | Klaudia Jans            | Alina Schidkowa Marie-Ève Pelletier            | 6:3, 6:1         |
| 15. | 12. April 2009   | Marbella       | WTA International | Sand              | Klaudia Jans            | Anabel Medina Garrigues Virginia Ruano Pascual | 6:3, 6:3         |
| 16. | 10. Juli 2011    | Budapest       | WTA International | Sand              | Anabel Medina Garrigues | Natalie Grandin Vladimíra Uhlířová             | 6:2, 6:2         |
| 17. | 8. März 2015     | Monterrey      | WTA International | Hartplatz         | Gabriela Dabrowski      | Anastasia Rodionova Arina Rodionova            | 6:3, 2:6, [10:3] |
| 18. | 24. Juli 2016    | Båstad         | WTA International | Sand              | Andreea Mitu            | Lesley Kerkhove Lidsija Marosawa               | 6:3, 7:5         |
| 19. | 30. Oktober 2016 | Poitiers       | ITF $100.000      | Hartplatz (Halle) | Nao Hibino              | Alexandra Cadanțu Nicola Geuer                 | 6:0, 6:0         |
| 20. | 5. Februar 2017  | St. Petersburg | WTA Premier       | Hartplatz (Halle) | Jeļena Ostapenko        | Darija Jurak Xenia Knoll                       | 3:6, 6:2, [10:5] |
| 21. | 9. April 2017    | Monterrey      | WTA International | Hartplatz         | Nao Hibino              | Dalila Jakupović Nadija Kitschenok             | 6:2, 7:64        |
| 22. | 17. Juni 2018    | Nottingham     | WTA International | Rasen             | Abigail Spears          | Mihaela Buzărnescu Heather Watson              | 6:3, 7:65        |
| 23. | 7. April 2019    | Charleston     | WTA Premier       | Sand              | Anna-Lena Grönefeld     | Irina Chromatschowa Weronika Kudermetowa       | 7:67, 6:2        |

## Finalteilnahmen

### Mixed
| Nr. | Datum             | Turnier | Kategorie  | Belag     | Partner       | Finalgegner                        | Ergebnis         |
| --- | ----------------- | ------- | ---------- | --------- | ------------- | ---------------------------------- | ---------------- |
| 1.  | 8. September 2018 | US Open | Grand Slam | Hartplatz | Nikola Mektić | Jamie Murray Bethanie Mattek-Sands | 6:2, 3:6, [9:11] |

## Abschneiden bei Grand-Slam-Turnieren

### Doppel
Die Tabelle listet die Ergebnisse der Grand-Slam-Turniere, der Tour Championships, der Olympischen Spiele, des Fed Cups bzw Billie Jean King Cups und der Turniere folgender Kategorien auf: 1990–2008: Tier I, 2009–2020: Premier Mandatory und Premier 5, ab 2021: WTA 1000.
| Turnier              | 2005 | 2006 | 2007 | 2008 | 2009 | 2010 | 2011 | 2012 | 2013 | 2014 | 2015 | 2016 | 2017 | 2018 | 2019 | 2020 | 2021 | 2022 | 2023 | 2024 | Karriere |
| -------------------- | ---- | ---- | ---- | ---- | ---- | ---- | ---- | ---- | ---- | ---- | ---- | ---- | ---- | ---- | ---- | ---- | ---- | ---- | ---- | ---- | -------- |
| Australian Open      | —    | —    | 2    | 1    | 2    | 2    | 1    | AF   | 1    | 2    | AF   | 1    | 2    | 2    | 2    | 2    | —    | 2    | 1    | —    | 2 × AF   |
| French Open          | —    | —    | 2    | 2    | 2    | 1    | 1    | 1    | AF   | 2    | 1    | 1    | AF   | 1    | 2    | —    | 1    | AF   | 1    | —    | 3 × AF   |
| Wimbledon            | —    | —    | 1    | 2    | 2    | 2    | 2    | 2    | 1    | 1    | 1    | 1    | 1    | HF   | 2    |      | 1    | VF   | 1    | —    | 1 × HF   |
| US Open              | —    | —    | 2    | AF   | 2    | 1    | 1    | 2    | 1    | AF   | 1    | 2    | 2    | 1    | 2    | —    | 2    | 2    | —    | 2    | 2 × AF   |
| WTA Finals           | —    | —    | —    | —    | —    | —    | —    | —    | —    | —    | —    | —    | —    | —    | —    |      | —    | —    | —    | —    | —        |
| Doha                 |      |      |      | —    |      |      |      | AF   | 1    | 1    |      | 1    |      | 1    |      | 1    |      | VF   |      | —    | 1 × VF   |
| Dubai                |      |      |      |      | 1    | 1    | 1    |      |      |      | 1    |      | 1    |      | 1    |      | —    |      | AF   | —    | 1 × AF   |
| Indian Wells         | —    | —    | —    | AF   | 1    | 1    | VF   | 1    | AF   | 1    | 1    | 1    | AF   | 1    | AF   |      | 1    | —    | 1    | —    | 1 × VF   |
| Miami                | —    | —    | —    | —    | 1    | 1    | 1    | AF   | 1    | 1    | AF   | AF   | 1    | 1    | AF   |      | —    | VF   | AF   | —    | 1 × VF   |
| Charleston           | —    | —    | —    | —    |      |      |      |      |      |      |      |      |      |      |      |      |      |      |      |      | —        |
| Rom                  | —    | Q1   | —    | 1    | AF   | VF   | 1    | 1    | 1    | 1    | VF   | 1    | AF   | 1    | AF   | —    | —    | 1    | 1    | —    | 2 × VF   |
| Madrid               |      |      |      |      | AF   | AF   | AF   | 1    | 1    | 1    | 1    | AF   | AF   | VF   | 1    |      | —    | AF   | 1    | —    | 1 × VF   |
| Berlin               | —    | —    | 1    | AF   |      |      |      |      |      |      |      |      |      |      |      |      |      |      |      |      | 1 × AF   |
| San Diego            | —    | —    | —    |      |      |      |      |      |      |      |      |      |      |      |      |      |      |      |      |      | —        |
| Cincinnati           |      |      |      |      | 1    | 1    | AF   | 1    | —    | 1    | 1    | —    | AF   | 1    | 1    | —    | —    | 1    | —    | —    | 2 × AF   |
| Kanada               | —    | —    | —    | —    | AF   | 2    | AF   | 1    | VF   | AF   | 1    | AF   | 1    | 1    | 1    |      | AF   | 1    | —    | —    | 1 × VF   |
| Tokio                | —    | —    | —    | —    | —    | —    | 1    | 1    | —    |      |      |      |      |      |      |      |      |      |      |      | 2 × 1R   |
| Wuhan                |      |      |      |      |      |      |      |      |      | AF   | VF   | 1    | VF   | 1    | 1    |      |      |      |      | —    | 2 × VF   |
| Zürich               | 1    | —    | —    |      |      |      |      |      |      |      |      |      |      |      |      |      |      |      |      |      | 1 × 1R   |
| Peking               |      |      |      |      | 1    | AF   | 1    | VF   | 1    | 1    | AF   | 1    | 1    | VF   | 1    |      |      |      | —    | —    | 2 × VF   |
| Moskau               | —    | —    | —    | 1    |      |      |      |      |      |      |      |      |      |      |      |      |      |      |      |      | 1 × 1R   |
| Guadalajara          |      |      |      |      |      |      |      |      |      |      |      |      |      |      |      |      |      | AF   | —    |      | 1 × AF   |
| Olympische Spiele    |      |      |      | 1    |      |      |      | 1    |      |      |      | —    |      |      |      | 1    |      |      |      | 1    | 4 × 1R   |
| Billie Jean King Cup |      |      |      |      | PO   | 1    |      |      | PO   | PO   | 1    | W2   |      |      |      | —    | —    | RR   |      |      | 1 × RR   |

Zeichenerklärung: S = Turniersieg; F, HF, VF, AF = Einzug ins Finale, Halb-, Viertel-, Achtelfinale; 1, 2, 3 = Ausscheiden in der 1., 2., 3. Haupt- / Finalrunde; Q1, Q2, Q3 = Ausscheiden in der 1., 2. 3. Qualifikationsrunde; KF (kleines Finale) = unterlegen im Spiel um Platz drei; RR = Round Robin (Gruppenphase); nicht ausgetragen oder andere Kategorie; PO (Playoff), P2 = Auf-/Abstiegsrunde zur Weltgruppe I/II im Fed Cup; W2, K1, K2, K3 = Teilnahme in der Weltgruppe II, Kontinentalgruppe I, II, III im Fed Cup.

### Mixed
| Turnier         | 2010 | 2011 | 2012 | 2013 | 2014 | 2015 | 2016 | 2017 | 2018 | 2019 | 2020 | 2021 | 2022 | 2023 | Karriere |
| --------------- | ---- | ---- | ---- | ---- | ---- | ---- | ---- | ---- | ---- | ---- | ---- | ---- | ---- | ---- | -------- |
| Australian Open | —    | 1    | —    | —    | 1    | —    | —    | —    | 1    | 1    | 1    | —    | —    | 1    | 1        |
| French Open     | —    | —    | AF   | —    | 1    | 1    | —    | AF   | —    | VF   |      | —    | AF   | —    | VF       |
| Wimbledon       | AF   | 2    | 1    | 1    | 1    | 1    | 2    | 1    | 1    | AF   |      | —    | 1    | —    | AF       |
| US Open         | —    | —    | —    | —    | —    | —    | —    | AF   | F    | 1    |      | —    | —    | —    | F        |